# Niphotragulus
Niphotragulus – rodzaj chrząszczy z rodziny kózkowatych i podrodziny zgrzypikowych. 

## Zasięg występowania
Przedstawiciele tego rodzaju występują w Afryce od Sierra Leone, Mali i Tanzanii na płn. po Angolę i Malawi na płd.

## Systematyka
Do Niphotragulus należy 11 gatunków:
- Niphotragulus affinis
- Niphotragulus albosignatus
- Niphotragulus batesi
- Niphotragulus delkeskampi
- Niphotragulus leonensis
- Niphotragulus longicollis
- Niphotragulus machadoi
- Niphotragulus occidentalis
- Niphotragulus strandi
- Niphotragulus sublineata
- Niphotragulus tessmanni